# Richard Sykes
Richard Sykes (8 mai 1920 – 22 mars 1979) est un ambassadeur britannique aux Pays-Bas. Il est assassiné à La Haye le 22 mars 1979 par l'Armée républicaine irlandaise provisoire.